# Călnaci
Călnaci – wieś w Rumunii, w okręgu Harghita, w gminie Subcetate. W 2011 roku liczyła 258 mieszkańców.